# Cal Nyepa
Cal Nyepa és una masia del Prat de Llobregat (Baix Llobregat) inclosa a l'Inventari del Patrimoni Arquitectònic de Catalunya.

## Descripció
Masia de dos mòduls adossats segons l'esquema 1.I de Danés i Torras. Consta de planta baixa i pis. Té un graner gairebé exempt de la casa.

## Història
El nom de Can Nyepa surt a la Consueta Parroquial de principis de segle xix. Era propietat de la família Petit.